# 이마이케역 (아이치현)
이마이케역(금지역, 일본어: 今池駅, いまいけえき)은 일본 아이치현 나고야시 지쿠사구에 위치한 철도역이다.

## 역 구조
히가시야마 선, 사쿠라 도리 선이 섬식 승강장 1면 2선의 지하역에서 스크린도어가 설치되어 있다. 스테이션 컬러는 연보랏빛이다. 히가시야마 선 승강장은 15m 6량 편성, 사쿠라 도리 선 승강장은 20m 8량 편성까지 대응한다.
사쿠라 도리 선은 당역 종착의 열차가 있기 때문에 도쿠시게 방면에 유치선을 1개 보유하고 있다.
히가시야마 선 서쪽 개찰구에 "카페 도・크리에 지하철 이마이케 역점"이 동쪽에는 편의점 "훼미리 마트 히가시야마 선 이마이케 역점"이 사쿠라 도리 선 승강장에는 편의점 "서클 K 미니 나고야 이마이케점"이 설치되어 있다.

### 타는 곳
| 1 | ■ 히가시야마 선(상행) | 히가시야마코엔·후지가오카 방면 |
| 2 | ■ 히가시야마 선(하행) | 나고야·다카바타 방면           |
| 3 | ■ 사쿠라도리 선(상행) | 아라타마바시·도쿠시게 방면     |
| 4 | ■ 사쿠라도리 선(하행) | 나고야·다이코도리 방면         |

## 역세권 정보
- 이마이케 기타 상점가
- 이마이케 니시미나미 상점가
- 이마이케 히가시미나미 상점가
- 이마이케 음악 회관
- 나고야 시립 이마이케 중학교
- 지쿠사 우체국

## 역사
- 1960년 6월 15일: 히가시야마 선 영업 개시.
- 1989년 9월 10일: 사쿠라도리 선 영업 개시(당시 종착역), 12개 출입구 완성.
- 1994년 3월 30일: 사쿠라도리 선 노나미 역까지 개통으로 중간역이 됨.
- 2011년
  - 2월 11일: manaca사용 개시.
  - 4월 30일: 사쿠라도리 선 승강장에 스크린도어 사용 개시.
  - 12월 21일: 히가시야마 선 승강장에 엘리베이터 가동 개시.

## 사진

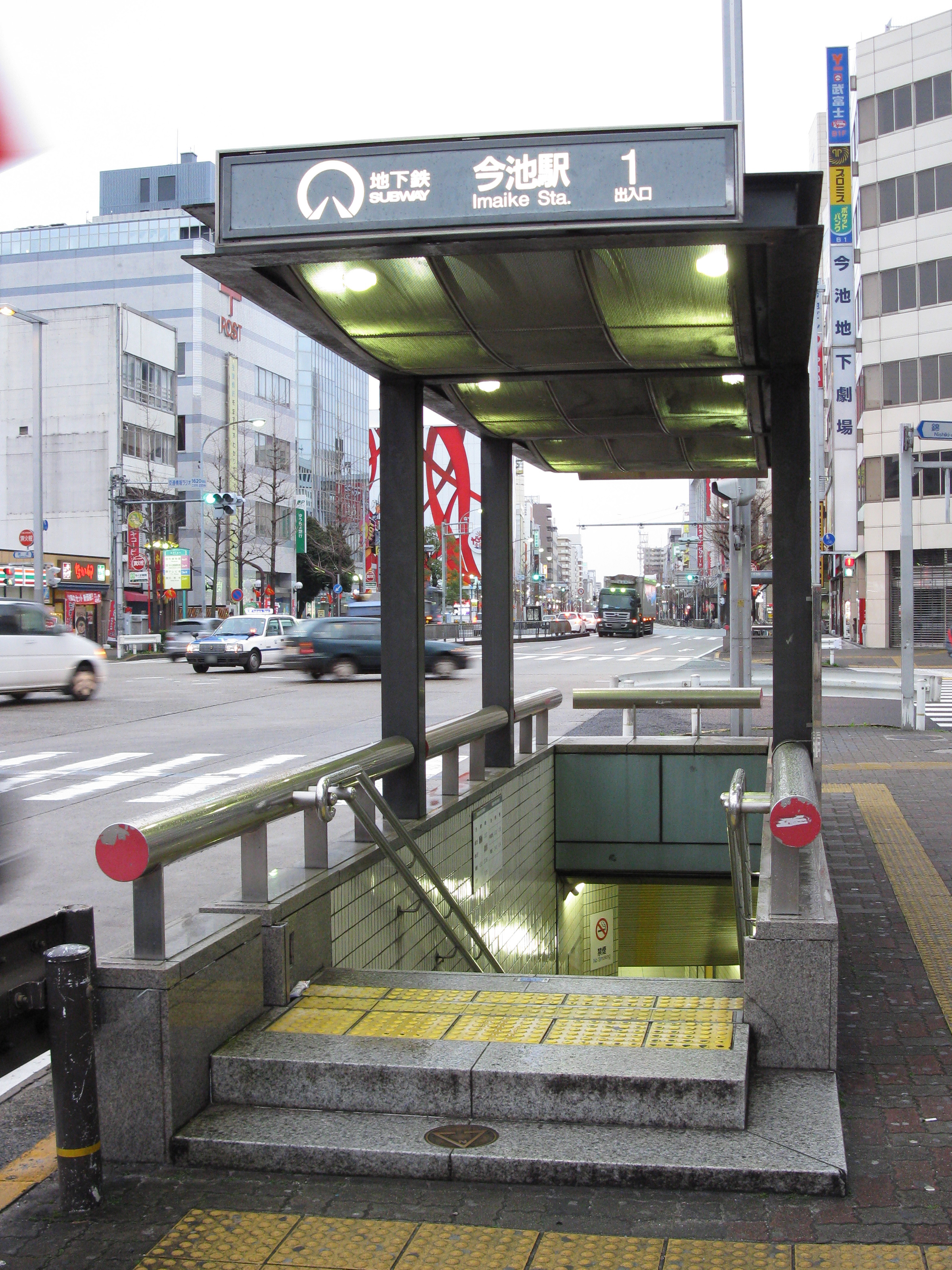
1번 출입구
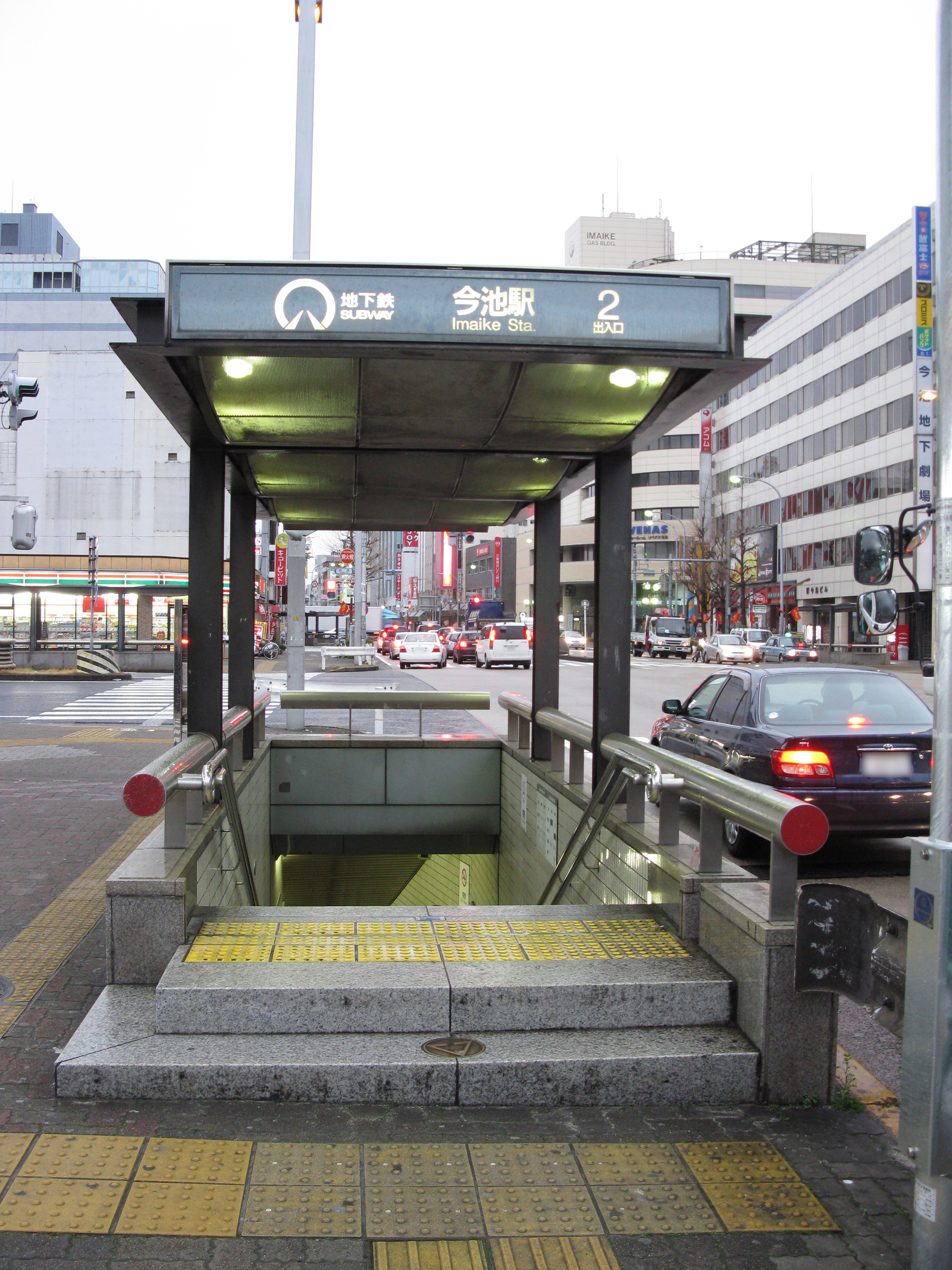
2번 출입구

## 인접역
| 나고야 시 교통국 ■ 지하철 히가시야마 선 | 나고야 시 교통국 ■ 지하철 히가시야마 선 | 나고야 시 교통국 ■ 지하철 히가시야마 선 |
| --------------------------------------- | --------------------------------------- | --------------------------------------- |
| H 12 지쿠사 다카바타 방면               |                                         | 이케시타 H 14 후지가오카 방면           |

| 나고야 시 교통국 ■ 지하철 사쿠라도리 선 | 나고야 시 교통국 ■ 지하철 사쿠라도리 선 | 나고야 시 교통국 ■ 지하철 사쿠라도리 선 |
| --------------------------------------- | --------------------------------------- | --------------------------------------- |
| S 07 구루마미치 다이코도리 방면         |                                         | 후키아게 S 09 도쿠시게 방면             |